# 姫嶋ひめか
姫嶋 ひめか（ひめじま ひめか、2008年9月20日 - ）は、日本の子役。神奈川県出身。チャーム所属。

## 来歴・人物
2017年に現在の事務所に加入した。
好きなスポーツは跳び箱、バスケットボール、趣味は温泉巡り、特技はゴリラのものまね。

## 出演

### テレビドラマ
- インハンド（2019年、TBS） - 菊池香織（幼少） 役[3]
- 芸能人が本気で考えた!ドッキリGP（2020年、フジテレビ） - ヒメ 役[4]
- ザ!世界仰天ニュース （日テレ）[5]

### 映画
- 貞子 - 少女 役[6]

### CM
- 江崎グリコ「smile.Glico 71.8秒のLIFE」

### 広告
- 博報財団
- LIXIL
- ベイシア